# Парни кунг-фу
«Па́рни кунг-фу́» (кит. трад. 功夫小子, палл. Гун фу сяо цзы) — гонконгский художественный фильм с Вон Ю и Гордоном Лю в главных ролях. Режиссёрский дебют Лау Кавина. Встречаются другие русские названия фильма: «У него нет ничего, кроме кунг-фу», «У него есть только кунг-фу», «Он знает только кунг-фу».

## Сюжет
Молодой мошенник Сяо Шань проводит время, разводя общественность на деньги, из-за чего часто влипает в переделки. Однажды он натыкается на парня, который не знает про себя ничего: ни имени, ни родного города, ни друга или родственника. Мошенник решает помочь потерявшему память выяснить правду о его происхождении, а заодно и заработать денег.
Оказавшись в очередной передряге, Шань выясняет, что его новый друг — знает толк в боевых искусствах, когда тот защитил его от негодяев. Пара оказывается в ещё худшей ситуации, когда грабят бандитское казино на два мешка серебра и раздают его бедным. Бандиты не намереваются оставлять всё на своих местах. Как выясняется позже, бандиты связаны с семьёй нового друга Шаня.

## В ролях
- Вон Ю[англ.] — Сяо Шань / Ся Шань
- Гордон Лю[англ.] — Шан Кайюань
- Вайолет Ли[кит.] — мисс Хэ
- Лау Кавин[англ.] — Ма Фугуань
- Цзян Дао — Ван Цзаньтянь
- Чжань Сэнь[англ.] — Чжоу Баоань
- Уилсон Тхон — Юй Фудун
- Лэй Хойсан[кит.] — человек Цзаньтяня
- Карл Мака — капитан Чэнь
- Вон Сань[кит.] — военный губернатор Шан Юаньхун
- Оуян Шафэй — госпожа Шан
- Ли Юньчжун — губернатор Чэн
- Вань Линкуон — Гуй
- Чинь Ютсан — человек Цзаньтяня
- Хо Паккуон[кит.] — полицейский
- Сай Куапхау[кит.] — официант

## Съёмочная группа
- Компания: Lui Ming (International) Film Enterprises
- Продюсер: Лэй Мин[кит.]
- Режиссёр: Лау Кавин[англ.]
- Ассистент режиссёра: Лам Ихун
- Постановка боевых сцен: братья Лю
- Монтаж: Гамильтон Ю
- Гримёр: Коу Сиупхин
- Дизайнер по костюмам: Ли Хуаньци
- Оператор: Лэй Манькит
- Композитор: Чау Фуклён

## Кассовые сборы
Премьера фильма в Гонконге — 3 ноября 1977 года. За девять дней проката картина собрала 1 128 607,4 HK$.

## Восприятие
Авторы книги The Encyclopedia of Martial Arts Movies, оценившие фильм на четыре звезды из возможных четырёх, пишут заключение: 
Постановка, сюжетная линия, игра, и темп — превосходны.
 Кинокритики также дают положительные отзывы.